# هیکی راودلا
هیکی راودلا (استونیایی: Heiki Raudla؛ زادهٔ ۲۰ مهٔ ۱۹۴۹) آموزگار، کاریکاتوریست، سیاستمدار  و نماینده سابق مجلس اهل استونی است.